# Alchornea iricurana
Espèce
Classification phylogénétique
La Mora blanca, algodoncillo, tapia-guazú y (Alchornea iricurana) est une espèce de plantes à fleurs de la famille des Euphorbiaceae. C'est un arbre tropical originaire de différentes zones d'Amérique du Sud (Argentine, Bolivie, Colombie, Équateur, Pérou, Venezuela) et d'Amérique centrale (Costa Rica, Panamá).

## Synonymes
- Alchornea glandulosa Poepp.
- Alchornea pittieri Pax
- Alchornea subrotunda Baill.
- Alchornea umboensis Croizat

## Description
L'arbre peut dépasser 18 m de hauteur.